# Jean-Eudes Maurice
Jean-Eudes Maurice (Alfortville, Francia, 21 de junio de 1986) es un futbolista haitiano, nacido en Francia. Se desempeña como delantero en el FC Aktobe en la Liga Premier de Kazajistán.

## Carrera profesional

### Clubes
| Club                                | País       | Temporada                         | Partidos | Goles |
| ----------------------------------- | ---------- | --------------------------------- | -------- | ----- |
| UJA Alfortville (amateur)           | Francia    | 2005-2007                         | -        | -     |
| Paris Saint-Germain(equipo reserva) | Francia    | 2008-2010 / 2010-2011 / 2012-2013 | 76       | 9     |
| RC Lens (a préstamo)                | Francia    | 2011-2012                         | 19       | 1     |
| Le Mans FC (a préstamo)             | Francia    | 2012-2013                         | 8        | 0     |
| Paris Saint-Germain                 | Francia    | 2009-2010 / 2010-2012 / 2013      | 34       | 1     |
| Nea Salamina Famagusta              | Chipre     | 2014-2015                         | 5        | 1     |
| Ho Chi Minh City FC                 | Vietnam    | 2016                              | 7        | 2     |
| FC Taraz                            | Kazajistán | 2017                              | 25       | 4     |
| FC Aktobe                           | Kazajistán | 2018 - 2019                       | 14       | 1     |
| Union Royale Namur                  | Bélgica    | 2020-presente                     | 1        | 1     |

### Palmarés

#### Campeonatos nacionales
| Título               | Club                | País    | Año  |
| -------------------- | ------------------- | ------- | ---- |
| Copa de Francia      | Paris Saint Germain | Francia | 2010 |
| Supercopa de Francia | Paris Saint-Germain | Francia | 2013 |

## Carrera internacional
Debutó su carrera internacional con la selección de Haití, el 2 de septiembre de 2011, ante Islas Vírgenes Estadounidenses con motivo de las eliminatorias rumbo al Mundial de 2014. También marcó su primer gol en ese partido que marcó el retorno de Haití a las competencias internacionales después del terremoto de 2010. Disputó la Copa del Caribe de 2012 y posteriormente la Copa de Oro de 2013, torneo donde marcó los 2 goles de la victoria de su equipo sobre Trinidad y Tobago.
Hasta la fecha ha jugado 18 partidos internacionales, con un balance de 10 goles.